# Matej Falat
Matej Falat (Bojnice, 8 februari 1993) is een Slowaaks alpineskiër. 

## Carrière
Falat maakte zijn wereldbekerdebuut tijdens de combinatie in februari 2011 in Bansko. Hij behaalde nog geen punten voor het wereldbekerklassement.  In 2014 nam Fajat deel aan de Olympische Winterspelen in Sotsji. Hij eindigde 42e op de Olympische super G. 
Op de wereldkampioenschappen alpineskiën 2017, behaalde Falat samen met Veronika Velez Zuzulová, Petra Vlhová en Andreas Žampa de zilveren medaille in de landenwedstrijd. In de finale was het Franse viertal te sterk voor het Slovaakse team. Individueel eindigde Falak 37e op de reuzenslalom.

## Resultaten

### Olympische Spelen
| Jaar | Plaats      | Resultaten                                   |
| ---- | ----------- | -------------------------------------------- |
| 2014 | Sotsji      | 42e Super G DNF1 Slalom DNF1 Supercombinatie |
| 2018 | Pyeongchang | 50e Reuzenslalom DNF2 Combinatie DNF2 Slalom |

### Wereldkampioenschappen
| Jaar | Plaats                 | Resultaten                                         |
| ---- | ---------------------- | -------------------------------------------------- |
| 2011 | Garmisch-Partenkirchen | 24e Supercombinatie 36e Super G                    |
| 2013 | Schladming             | 50e Super G DNF1 Reuzenslalom DNF2 Supercombinatie |
| 2017 | Sankt Moritz           | Landenwedstrijd · 37e Reuzenslalom · DNF2 Slalom   |
| 2019 | Åre                    | 34e Slalom DNS2 Reuzenslalom 5e Landenwedstrijd    |